# Taranaki
Taranaki is een regio van Nieuw-Zeeland op het Noordereiland. De hoofdstad is New Plymouth.